# Ameri
Ameri (estilizado en mayúsculas) es el cuarto álbum de estudio del rapero y compositor argentino Duki, lanzado mundialmente el 31 de octubre de 2024 a través de Dale Play Records y SSJ Records.
El álbum rompió varios récords de ventas y streaming, a nivel regional y mundial. Logró la mayor cantidad de reproducciones en un solo día, tanto para el artista como para el álbum, en Spotify.
El álbum obtuvo comentarios mixtos de críticos y periodistas musicales, quienes elogiaron la producción y la composición introspectiva de las canciones; mientras que otros, coincidieron en la falta de innovación y originalidad tanto en los temas como en su producción.

## Recepción

### Rendimiento comercial
Rompió varios récords en plataformas de streaming de música. En Spotify, el lanzamiento se reflejó en una cuenta regresiva y un pre-save que alcanzó cifras de más de 350 mil pre-guardados y 46 millones reproducciones al perfil del artista en las primeras 24 horas desde la salida del álbum. Ameri también estableció un nuevo récord para un artista argentino, alcanzando más de 13,5 millones de reproducciones en un solo día. Por otro lado, todas las canciones se ubicaron dentro de los veinticinco primeros puestos de la plataforma en Argentina.
En España, el álbum debutó directamente en el número uno en su semana de estreno, convirtiéndose en el álbum mejor posicionado de Duki hasta la fecha y, a su vez, marcó su tercera entrada dentro de las primeras cinco posiciones. Asimismo, el disco se mantuvo durante dos semanas consecutivas en esa posición.
Por otro lado, en España, catorce de las quince canciones debutaron en Top 100 Canciones; liderado por «Nueva era» con Myke Towers en la quinta posición. De igual manera, en Argentina todas las canciones ingresaron en el Billboard Argentina Hot 100, estableciendo el récord como el artista con más entradas simultáneas (15) y, como el artista con más entradas desde la creación del listado (91).[cita requerida]

### Comentarios de la crítica
Tras su lanzamiento, Ameri recibió comentarios mixtos por parte de los críticos musicales. Karen Montero, de Mondosonoro, le otorgó una calificación de ocho sobre diez; y en su evaluación, comentó que «Duki no se posiciona en el número uno del trap en español: ya lo era desde hacía mucho. Continúa en su reinado, firme y constante, por mucho tiempo más». Para Santiago Rivadeneira de La Voz del Pueblo, la participación de diferentes artistas del género urbano les brindó «frescura» a cada canción. Sin embargo, observó que su enfoque estuvo destinado con la intención de resonar en el ámbito digital, y no de forma introspectiva, como había prometido. Por otro lado, Laura Coca de Los 40 aseguró que «Duki se muestra más vulnerable que nunca en este disco». En el artículo «miradas opuestas» de La Voz del Interior, dos críticos musicales expresaron sus opiniones contrapuestas sobre Ameri. Por un lado, Nicolás Lencinas valoró positivamente la intención del artista de fomentar la camaradería entre colegas a través de colaboraciones y letras, y a su vez, ampliar su alcance internacional; mientras que, Andrés Fundunklian criticó la falta de narrativa en las canciones, y consideró que no aportan nada innovador en comparación con sus discos anteriores.
En comentarios menos favorables, Juan Facundo Díaz de Rolling Stone y Camila Caamaño de Página/12 coincidieron en la falta de innovación y originalidad en letras y producción musical del álbum, así como una sensación de repetición en los sonidos; esta última aseguró que «Duki pasa de ser vanguardia a quedar atrapado en el tiempo».
| Publicación   | Reconocimiento                                  | Posición | Ref.   |
| ------------- | ----------------------------------------------- | -------- | ------ |
| Mondosonoro   | Los mejores discos de rap internacional de 2024 | 9        | [ 14 ] |
| Filter México | Los 45 mejores discos en español del 2024       | 45       | [ 15 ] |

## Lista de canciones
| Ameri |                                                  | |                                     |          |  |
| N.º   | Título                                           | Escritor(es) | Productor(es)                       | Duración |  |
| 1.    | «Leitmotiv»                                      | Federico Yesan Rojas Mauro Ezequiel Lombardo Tomás Santos Juan                                                                                | Yesan Asan                          | 1:25     |  |
| 2.    | «Nueva era» (con Myke Towers)                    | Rojas Lombardo Michael Anthony Torres Monge Tomás Santos Juan                                                                                 | Yesan Asan                          | 3:37     |  |
| 3.    | «Brindis» (con Headie One)                       | Rojas Irving Ampofo Ajei Lombardo Ronald Oneil Spence Jr. Santos Juan                                                                         | Yesan Asan Ronny J                  | 3:00     |  |
| 4.    | «Buscarte lejos» (con Bizarrap)                  | Gonzalo Julián Conde Jamie Martín James Juan Casado Fisac Lombardo                                                                            | Bizarrap                            | 3:14     |  |
| 5.    | «Imperio» (con Judeline)                         | Rojas Iván Woscoboinik Lara Fernández Castrello Lombardo Pablo Lopéz García Santos Juan                                                       | Yesan Asan Tuiste Ivo Wosko         | 2:48     |  |
| 6.    | «Hardaway» (con YG Eladio Carrión)               | Eladio Carrión Morales Rojas José Jamil Diaz Medina Keenon Dequan Ray Jackson Lombardo Santos Juan                                            | YAMA Yesan Asan                     | 3:36     |  |
| 7.    | «Cine»                                           | Rojas Diaz Medina Lombardo Santos Juan | YAMA Yesan Asan                     | 2:22     |  |
| 8.    | «Vida de rock» (con Milo J)                      | Camilo Joaquín Villarruel Rojas Juan PETTI Lombardo Santos Juan                                                                               | Club Hats Yesan Asan                | 3:01     |  |
| 9.    | «No drama» (con Ovy Wanshot y Lucho SSJ)         | Rojas Juan Alonso V. Angulo Luciano Nahuel Vega Lombardo Miguel Correa Nain Isai Padilla Ovidio Crespo Santos Juan                            | Yesan Asan PRU Ninesoul Wav Surgeon | 2:54     |  |
| 10.   | «Barro»                                          | Rojas Luis Alberto Spinetta Lombardo Tomás Santos Juan                                                                                        | Yesan Asan                          | 3:21     |  |
| 11.   | «Un día más» (con YSY A)                         | Alejo Nahuel Acosta Rojas Lombardo Santos Juan Tomás Díaz Zuleta                                                                              | Yesan Asan Oniria                   | 2:45     |  |
| 12.   | «Trato de estar bien» (con Morad)                | Rojas Lucas Antonio Barker Lombardo Morad El Khattouti El Horami Santos Juan                                                                  | Yesan Asan Sick Luke                | 3:33     |  |
| 13.   | «Wake Up & Bake Up» (con Wiz Khalifa y Arcángel) | Austin Agustín Santos Bryan Lamar Simmons Cameron Thomaz Rojas Gregory Davis II Kanneth Smith Jr Lombardo Sidney Malabre Tapaquon Santos Juan | Tm88 SLO Meezy SDI Yesan Asan       | 3:26     |  |
| 14.   | «Constelación» (con Lia Kali)                    | Antonio Salmeron Aguado Rojas Woscoboinik Júlia Isern Tomás Lombardo Santos Juan                                                              | Yesan Asan Toni Anzis Ivo Wosco     | 3:20     |  |
| 15.   | «Ameri»                                          | Rojas Francisco Zecca Lombardo Michael George Dean Santos Juan                                                                                | Yesan Asan ZECCA Mike Dean          | 3:19     |  |
| 45:48 |                                                  | |                                     |          |  |

## Posicionamiento en listas

### Semanales
| Lista (2024)        | Mejor posición |
| ------------------- | -------------- |
| España (PROMUSICAE) | 1              |

### Anuales
| Lista (2024)        | Mejor posición |
| ------------------- | -------------- |
| España (PROMUSICAE) | 62             |

## Certificaciones
| País   | Organismo certificador | Certificación | Ventas certificadas | Ref.   |
| ------ | ---------------------- | ------------- | ------------------- | ------ |
| España | PROMUSICAE             | Oro           | 20 000              | [ 18 ] |

## Historial de lanzamiento
| Región | Fecha                 | Formato                    | Sello(s) discográfico(s)      | Ref.   |
| ------ | --------------------- | -------------------------- | ----------------------------- | ------ |
| Varios | 31 de octubre de 2024 | Descarga digital streaming | Dale Play Records SSJ Records | [ 19 ] |